# Alexandria Troas

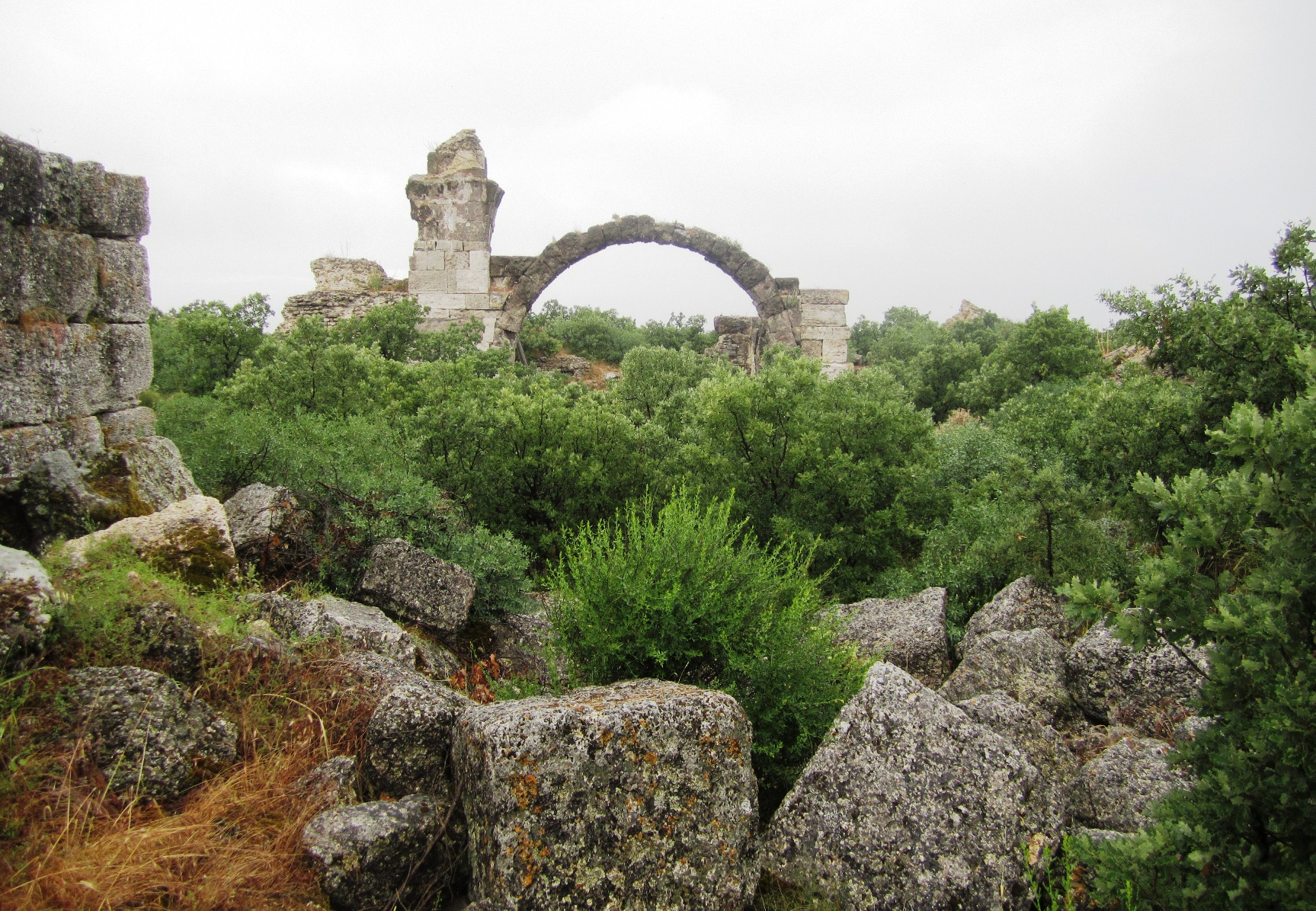
Thermen des Herodes Atticus

Alexandria Troas (altgriechisch Ἀλεξάνδρεια ἡ Τρωάς) ist eine antike Stadt in der kleinasiatischen Landschaft Troas, die heute zur türkischen Provinz Çanakkale gehört. Sie liegt ca. 30 km südlich von Troja im Landkreis Ezine an der Ägäisküste beim heutigen Dorf Dalyan.

## Geschichte
Die Stadt wurde kurz nach 306 v. Chr. von Antigonos I. Monophthalmos durch Synoikismos von mindestens sechs Städten der Troas (Hamaxitos, Kolonai, Larisa, Kebren, Neandria, Skepsis) gegründet und nach diesem Antigonia benannt, angeblich an einer Stelle, die vorher Sigeia geheißen habe. Bereits 301/300 v. Chr. unter Lysimachos wurde sie nach Alexander dem Großen in Alexandria umbenannt. Nach dem Frieden von Apameia 188 v. Chr. wurde die Stadt als freie Stadt Teil des pergamenischen Reiches und in der Folge 133 v. Chr. Teil der römischen Provinz Asia. Zwischen 24 und 12 v. Chr. unter Augustus wurde sie zur römischen Colonia Alexandria Augusta Troas. Die Stadt besaß das ius Italicum und Zollhoheit. Sie erlebte ihre Blüte in der römischen Kaiserzeit, wie Quellen, Inschriften und Bauten belegen. Caesar und Konstantin der Große erwogen angeblich, sie auf Grund ihrer geographischen Lage an wichtiger strategischer Position zur Hauptstadt des römischen Reiches zu machen. Im 2. Jahrhundert trat Herodes Atticus als Mäzen mehrerer Bauten in der Stadt auf. Ab der späteren Kaiserzeit ging die Bedeutung der Stadt gegenüber Byzantion / Konstantinopel zurück, 262/63 wurde sie von den Goten verwüstet und sie wurde schließlich verlassen. Ab dem 8./9. Jahrhundert wird sie in den Quellen nicht mehr genannt.
Alexandria Troas spielte auch bei der Ausbreitung des frühen Christentums eine Rolle. Bei drei Reisen besuchte Paulus Alexandria Troas (50/51, 56/57, 58). Im zweiten Brief an die Korinther nimmt er namentlich Bezug auf Troas (2 Kor 2,12-13 ). Ebenso weilte Ignatius von Antiochien bei seiner Auslieferungsreise nach Rom in Alexandria Troas, wo er drei der nach ihm benannten Ignatiusbriefe verfasste. In der byzantinischen Zeit war Alexandria Troas Bischofssitz, darauf geht das katholische Titularbistum Troas zurück.

## Archäologie
Sehenswert sind die Bögen der Herodes Atticus-Therme und Teile der etwa 8 km langen Stadtmauer sowie, auf der südwestlichen Straßenseite, die Fundamente eines römischen Bades.
Zur Stadt gehörte auch das 30 km südlich gelegene Heiligtum des Apollon Smintheus (Smintheion) in Chryse.

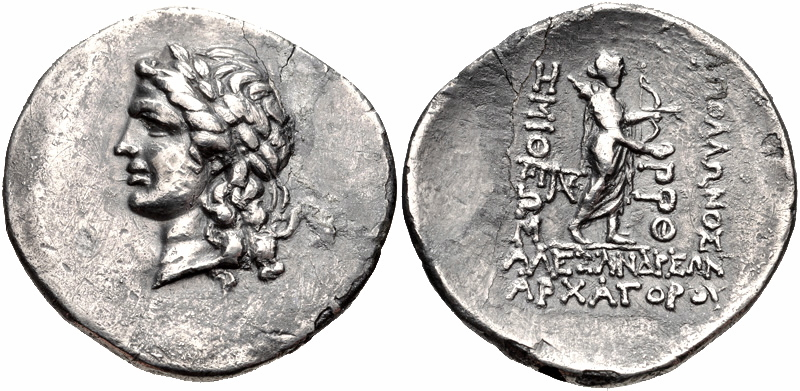
Münze von Alexandria Troas, 73 v. Chr., Vorderseite Kopf des Apollon, Rückseite Apollon Smintheus

## Münzprägung
Seit seiner Gründung prägte Alexandria Troas Münzen und setzte dies in der römischen Kaiserzeit bis Gallienus fort.

## Forschungsgeschichte
Aufgrund seiner Ruinen, bekannt unter dem Namen Eski Stambul, wurde Alexandria Troas in der frühen Neuzeit häufiger für Troja gehalten, von dem damals nichts sichtbar war. 1726 besuchte der französische Ingenieuroffizier Louis André de La Mamie de Clairac den Ort in der Annahme, es handle sich um Troja, und fertigte zahlreiche Zeichnungen an.
Ab 1993 arbeitete die Forschungsstelle Asia Minor der Universität Münster an der Erforschung der Stadt, bis 2007 unter der Leitung von Hans Wiegartz, bis 2010 unter Leitung von Elmar Schwertheim. 2003 fand das Archäologenteam in der Stadt eine Steinplatte mit einer 90-zeiligen Inschrift aus der Zeit Hadrians. Sie enthält drei Briefe des Kaisers an die überregionale Vereinigung der Wettkämpfer mit Regelungen für verschiedene Agone, wobei u. a. die Verteilung der Preisgelder an die Sieger sowie Sanktionen gegen die Verantwortlichen bei Verstößen festgelegt werden. Die Marmorplatte wurde von Schwertheim mit dem Altphilologen Georg Petzl in mehreren Veröffentlichungen wissenschaftlich aufgearbeitet; die Erstpublikation der Inschrift erfolgte 2006.
Seit 2011 wird die Ausgrabung von türkischer Seite unter Leitung von Erhan Öztepe von der Universität Ankara fortgesetzt. Funde der Grabungen werden im Troya Müzesi gesammelt.